# K League 1989
La Liga de Fútbol Profesional de Corea 1989 fue la 7.ª temporada de la K League. Contó con la participación de seis equipos. El torneo comenzó el 25 de marzo y terminó el 28 de octubre de 1989.
El nuevo participante fue Ilhwa Chunma. Así, la liga surcoreana tuvo debutantes por primera vez en cuatro años.
El campeón fue Yukong Elephants. Por otra parte, salió subcampeón Lucky-Goldstar Hwangso.

## Reglamento de juego
El torneo se disputó en un formato de todos contra todos a cuádruple ida y vuelta, de manera tal que cada equipo debió jugar cuatro partidos de local y cuatro de visitante contra sus otros cinco contrincantes. Una victoria se puntuaba con dos unidades, mientras que el empate valía un punto y la derrota, ninguno.
Para desempatar se utilizaron los siguientes criterios:
1. Puntos
2. Diferencia de goles
3. Goles anotados
4. Resultados entre los equipos en cuestión

## Tabla de posiciones
| Pos. | Equipo                 | Pts. | PJ | G  | E  | P  | GF | GC | Dif. | Clasificación |
| ---- | ---------------------- | ---- | -- | -- | -- | -- | -- | -- | ---- | ------------- |
| 1    | Yukong Elephants (C)   | 66   | 40 | 17 | 15 | 8  | 51 | 40 | +11  | Campeón       |
| 2    | Lucky-Goldstar Hwangso | 62   | 40 | 15 | 17 | 8  | 53 | 40 | +13  |               |
| 3    | Daewoo Royals          | 56   | 40 | 14 | 14 | 12 | 44 | 44 | 0    |               |
| 4    | POSCO Atoms            | 53   | 40 | 13 | 14 | 13 | 49 | 50 | −1   |               |
| 5    | Ilhwa Chunma           | 39   | 40 | 6  | 21 | 13 | 44 | 52 | −8   |               |
| 6    | Hyundai Horang-i       | 36   | 40 | 7  | 15 | 18 | 34 | 49 | −15  |               |

 Fuente: South Korea 1989

## Campeón
|                                      |
|                                      |
| Campeón Yukong Elephants 1.er título |